# Tsirang

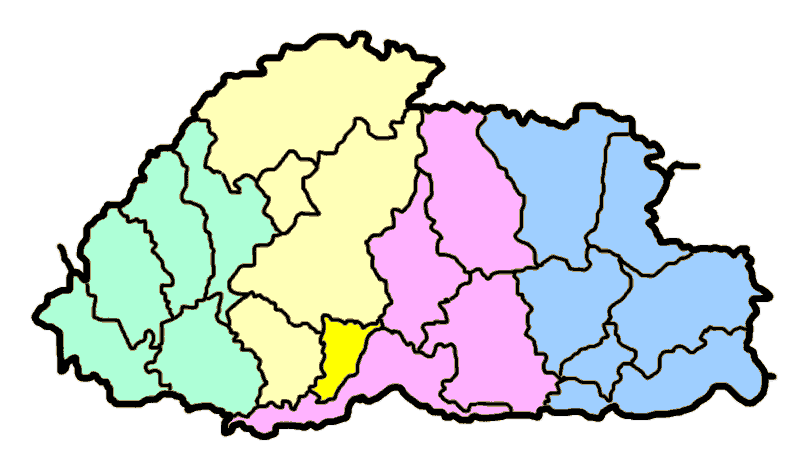
Localização de Tsirang no Butão (amarelo destacado)

Tsirang (Djongkha: རྩི་རང་རྫོང་ཁག་) é um dos 20 distritos do Butão.